# دستنا (فلاورجان)
دستنا (بالفارسية: دستنا) هي قرية تقع في قسم غركن الشمالي الريفي (مقاطعة فلاورجان) في إيران. يقدر عدد سكانها بـ 387 نسمة بحسب إحصاء 2016.